# Casper van Senden
Casper van Senden oder Zenden (* vor 1565 vermutlich in Lübeck; † nach 1601) war ein hansischer Kaufmann in London und Lissabon, der im Englisch-Spanischen Krieg im Gefangenenaustausch und Sklavenhandel tätig war.

## Leben

### Herkunft

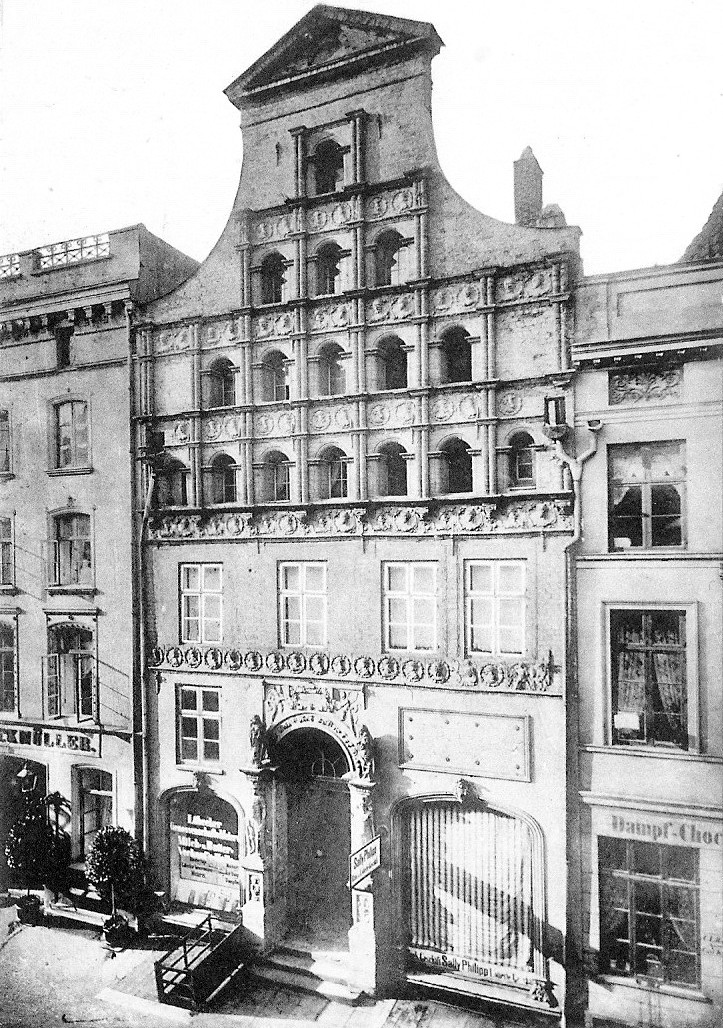
Renaissance-Haus der Familie van Senden mit Terrakotten des Statius von Düren am Kohlmarkt 13 in Lübeck; 1564 erbaut, 1942 kriegszerstört

Über Casper van Sendens Leben ist wenig bekannt. Er gehörte einer sehr wahrscheinlich ursprünglich aus Westfalen (Senden im Münsterland) stammenden, wahrscheinlich über Celle eingewanderten lübischen Kaufmannsfamilie an. Als grundbesitzende Lübecker Bürger (cives Lubecenses) dieses Namens werden im 16. Jahrhundert urkundlich nur erwähnt:
1. Hans van Senden (Santen) I. († um 1548), seit 1514 durch Einheirat Hausbesitzer,[6] 1534 einer der Älterleute der Krämerkompagnie;[7] sein Sohn
  1. Hans van Senden II. († 1569),[8][4] ein Krämer,[9] verheiratet seit 1555 mit Anna (Anneke) Reuter (1533–1602), Tochter des Lübecker Kaufmanns (und Kapitalpartner des Statius von Düren) Gerhard Reuter (Gerdt Ruyter de Oude) (1491–1564) aus Zutphen und seiner zweiten Frau (⚭ 1531) Margaretha Carstens;[10] deren Söhne,[6]
    1. Hans van Senden III. († 1607), vielleicht verheiratet mit Anna tom Sode († nach 1610), Tochter von Berend von Sode (⚭ II. 1610 Gillies Daniels aus Dortmund),[11]
    2. Gert van Senden I. († 1614),[12] Kaufmann, handelte mit Reval[13] und Antwerpen.[14] Gerdt[15] bzw. Gerhard[16] I. von Senden, „eines reichen und vornehmen Kramers Sohn“, heiratete 1581[16] auf Wunsch ihres Vaters die Tochter Catharina (* 1561; † nach 1603) des Bürgermeisters Johann Brokes und hatte mit ihr 10 Kinder.[15] Um 1603 musste er die Stadt wegen finanzieller Probleme für einige Zeit verlassen.[17]

### Vernetzung der Familie im Lübecker Patriziat

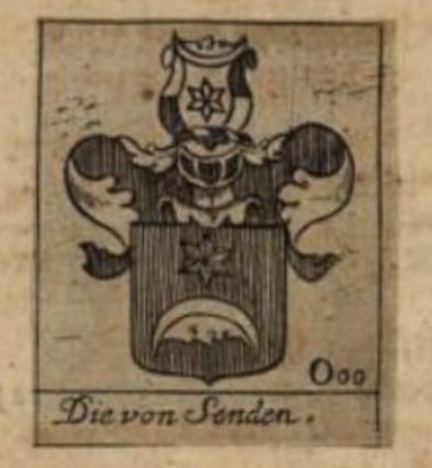
Wappen der Familie van Senden

Aus Celle wanderte über Lüneburg aus derselben Familie auch Georgius von Senden (* 1558; † nach 1599) nach Lübeck ein. Barbara, die Frau des wohlhabenden Krämers Claus von Berken († vor 1586), führte das Wappen der van Senden. Schnittkermeister Hans Drege hat es auf der Täfelung des 1572–1583 ursprünglich für das Haus Schüsselbuden 16 bestimmten sogenannten Fredenhagen-Zimmers in Holz ausgeführt. Margarethe von Senden heiratete den Reeder Luder van Dorne († 1609), einen Sohn des Ratsherren Hermann von Dorne, Catharina van Senden den Kaufmann und Ratsherren Jürgen Pavels (Paulsen). Jochim von Senden (Senndenn) († 1613) leistete den Bürgereid, war 1599 Mitglied der Brüderschaft des gemeynen Kaufmans und 1606 rechnungsführender Frachtherr der Rigafahrer. Theodor von Senden (* um 1560; † 1610) war promovierter Jurist und Präzeptor von Prinzen der herzoglichen Höfe von Braunschweig-Lüneburg-Dannenberg und Mecklenburg an verschiedenen Universitäten. Er schlug einen Ruf auf die Nachfolge von Bartholomäus Cling an der Universität Rostock aus und starb kurz vor der Hochzeit mit Magdalena (* um 1564; † 1646), Tochter des Lübecker Bürgermeisters Dietrich von Broemse und Witwe des Johann von Hoeveln (1562–1607). Engel von Senden (* um 1560/65; † 1620), eine Tochter des Hans von Senden (II.), heiratete 1588 den Lübecker Kauf- und Handelsmann Albert Ritter († 1610), Sohn von Henrich Ritter aus Westfalen. Berendt von Senden († 1705), wohl Sohn eines Gert van Senden († um 1659), wurde 1682 Provisor (Stiftungsverwalter) des Heiligen-Geist-Hospitals.

### Handelsreisen zwischen England und Portugal
Erstmals urkundlich erwähnt wurde Caspar von Senden im Dezember 1590, als der englische Privy Council (Geheime Kronrat) ihm Passporte erteilte für das Lübecker 130-Tonnen-Schiff Engel Gabriel unter Master (Schiffsführer; Kapitän) Urin Schult und das Delfter 800-Tonnen Schiff Haveck unter Master Cornelius Dirikson zur Fahrt von Bristol nach Lissabon und zurück. In einem gerichtlichen Klageverfahren des jungen Kaufmanns Jeremias Schwarz (* um 1575; † nach 1596) aus Leipzig gegen den Londoner Textilkaufmann William Haliday (* um 1565; † 1624), der angeblich dessen Verwandten und Handlungsgehilfen Clemens Schwarz in Lissabon betrogen hatte, gab „Jasper van Senden“ um 1595/96 eine eidesstattliche Erklärung (deposition) zugunsten des Klägers ab. William Lewin († 1598), Richter des Prerogative Court of Canterbury und Master des Her Majesty's High Court of Chancery, informierte am 5. Juli 1596 Robert Cecil, 1. Earl of Salisbury, der an diesem Tag zum Secretary of State ernannt wurde, über den Fall.

### Lizenz zur Deportation von Afrikanern aus England

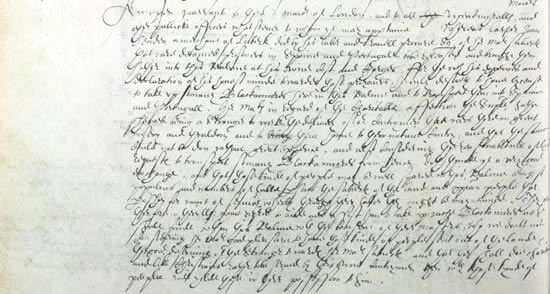
Warrant der Königin Elisabeth I für Casper van Senden vom 18. Juli 1596

1596 brachte Casper van Senden von einer seiner Fahrten auf eigene Kosten 89 Untertanen von Königin Elisabeth I. nach England zurück, die im Englisch-Spanischen Krieg in Portugal und Spanien inhaftiert gewesen waren. Als Gegenleistung bat er um eine Lizenz (lycence) zur Deportation von ebenso vielen Afrikanern aus England zurück nach Portugal und Spanien.

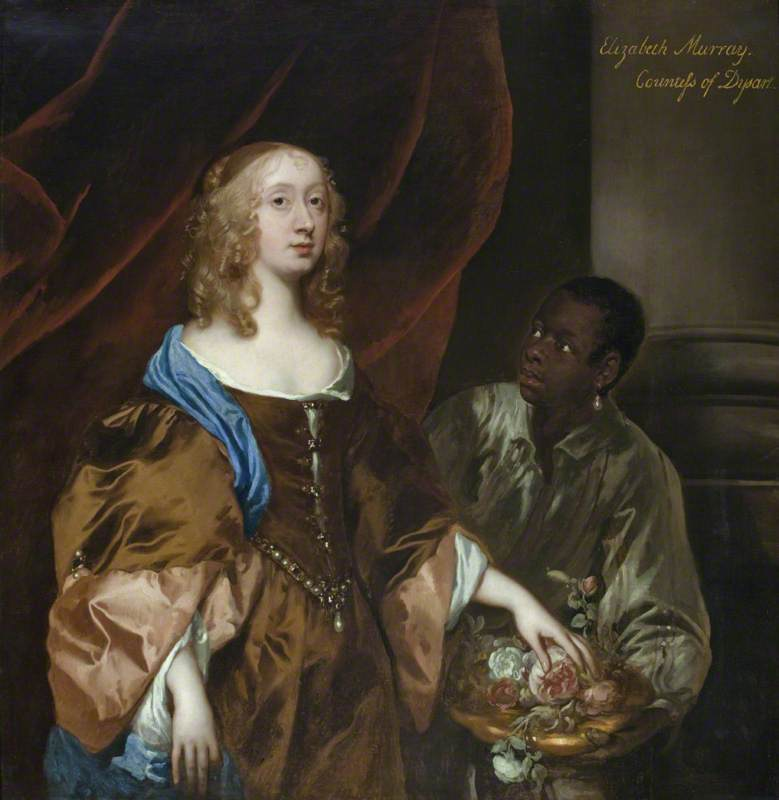
Page der Elizabeth Maitland, Duchess of Lauderdale; Gemälde von Peter Lely, um 1651

Königin Elisabeth I. von England beklagte am 11. Juli 1596 in einem „offenen Brief“ an den Lord Mayor of London Thomas Skinner († 1596), die Londoner Aldermen (Ratsherren) und alle anderen Bürgermeister und Sheriffs, dass in letzter Zeit zu viele „Blackamoores“ (Menschen afrikanischer Herkunft) in das Land gebracht worden seien, obwohl die Nation schon den größten Bevölkerungszuwachs aller Länder der Welt aufweise. Zehn von ihnen, die Thomas Baskerville († 1597) von seiner letzten Reise mitgebracht hatte, sollten sofort durch einen gewissen Edward Banes wieder aus dem Königreich herausgebracht werden. Der Engländer Edward Banes (Duarte Baynes; Bannos) war im Auftrag des Generalkapitäns und spanischen Gouverneurs von Portugal Juan de Silva, 4. Conde de Portalegre (1528–1601), aus Lissabon nach London gekommen, um Gefangene frei zu bekommen.
Eine Woche später am 18. Juli erließ die Königin einen „offenen Warrant“ (Rechtsverordnung), mit dem der Lübecker Kaufmann Casper van Senden, ein Ausländer (stranger), die Lizenz erhielt, für jeden von ihm Geretteten einen Afrikaner exportieren zu dürfen. Ihre Majestät hielt dies „für einen sehr guten Austausch“ und versprach sich davon eine Verringerung der Arbeitslosigkeit. Alle Amtsträger wurden zur Unterstützung beim Aufgreifen (to take up) der „Blackamoores“ aufgefordert, alle Dienstherren aufgerufen, sie freiwillig herauszugeben (with consent of their masters) und statt ihrer einheimische Bedienstete einzustellen. Unausgesprochen war Teil der Abmachung, dass der Kaufmann van Senden sich durch den Weiterverkauf der schwarzen Gefangenen als Sklaven refinanzieren konnte.

### Gefangenenaustausch im Englisch-Spanischen Krieg

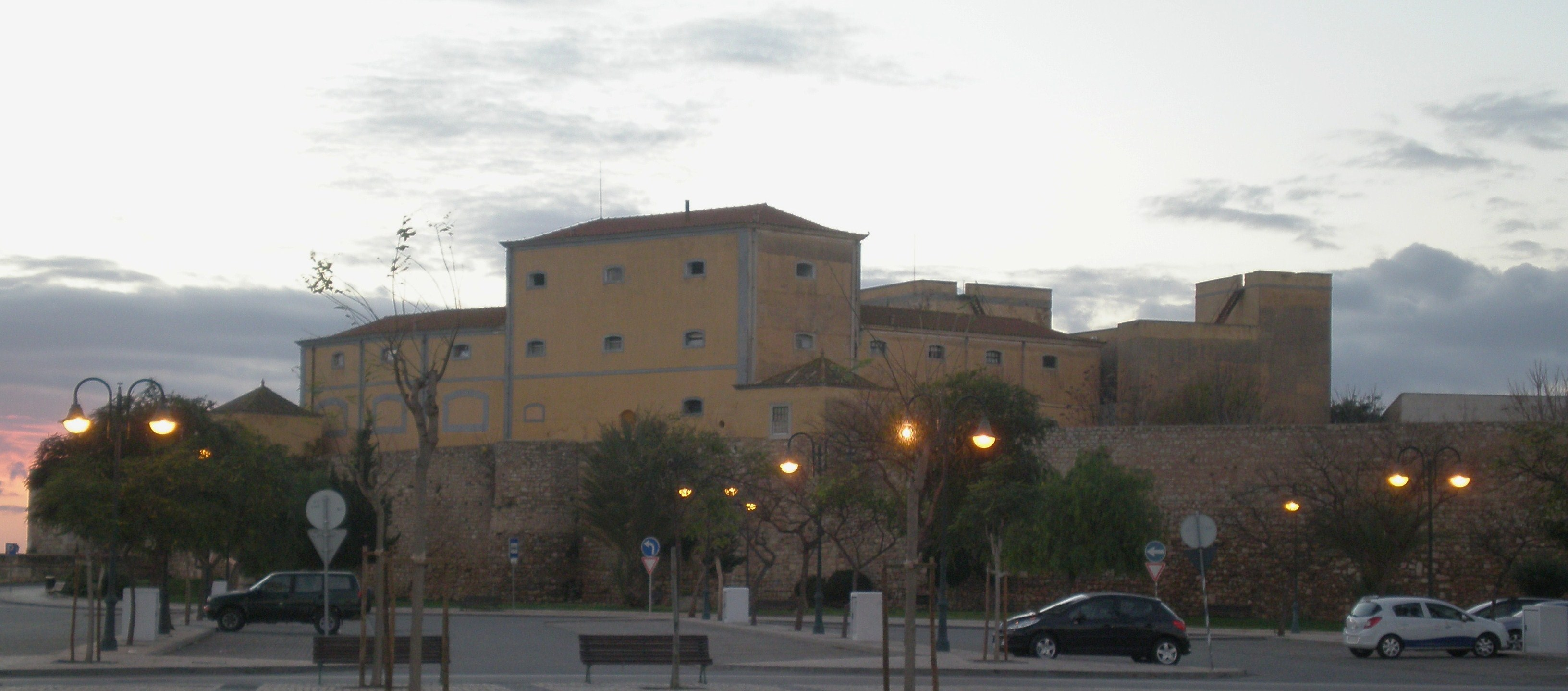
„Castelo“ auf der Stadtmauer von Faro, im 19./20. Jahrhundert zu einer Fabrik umgebaut

Caspar von Senden war weiterhin im Gefangenenaustausch zwischen England und Spanien-Portugel tätig, auch nachdem Elisabeth I. die Hanse im Januar 1598 aus dem Stalhof in London ausgewiesen hatte. Um die Jahreswende 1597/98 brachte er 50 Portugiesen und Spanier aus Plymouth in ihre Heimat zurück. Im Februar 1598 berichtete Robert Cecils Agent William Resould († nach 1608) aus Lissabon, dass sich Bemühungen von „Gaspar van Sanden“ um englische Gefangene mit solchen vom Edward Banes überschnitten hatten. Eine kleine Karavelle der Flotte des George Clifford, 3. Earl of Cumberland mit 12 Mann Besatzung wurde 1598 von den Portugiesen aufgebracht. Die Engländer, die in der Festung Faro gefangen gehalten worden waren, wurden von „Gaspar“ van Senden und James Porter, dem Kommissar für die englischen Gefangenen, zurückgeholt. In einer undatierten, wahrscheinlich um 1599/1600 verfassten Eingabe an Sir Robert Cecil bat Casper van Senden um drei Monate Schutz vor seinen Gläubigern, da er gerade 200 in Portugal festgehaltene englische Gefangene freibekommen habe. Die erbetene Schutzschrift erhielt er offenbar, denn William Andrews, der „Caspar Vansendon“ wegen einer Schuld von 60 Pfund hatte in Arrest setzen lassen und dem deswegen jetzt selbst das Gefängnis drohte, entschuldigte sich bei Cecil: Ihm sei das Dokument für den ausländischen Kaufmann nicht bekannt gewesen.

### Erneuerung des Privilegs zur Deportation

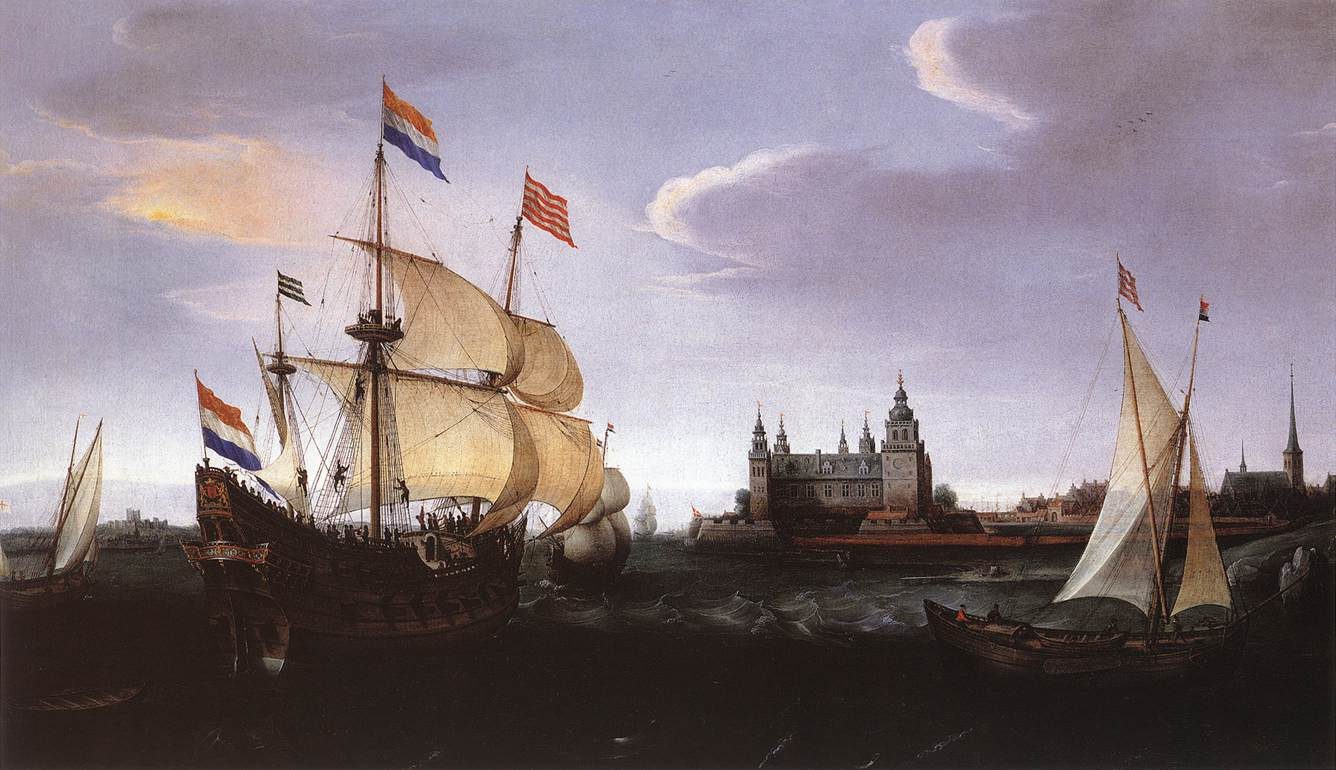
Zeitgenössisches niederländisches Frachtschiff, Gemälde von Hendrick Cornelisz. Vroom, 1614

Das Projekt der Deportation von Afrikanern aus England hatte nicht den von Casper van Senden erhofften wirtschaftlichen Erfolg. Um 1600 beklagte er sich in einem Schreiben an die Königin, dass die Herren (masters) der „Blackamoores“ sich auf den Vorbehalt der Freiwilligkeit im Warrant von 1596 beriefen und nicht duldeten, dass er jemandes habhaft würde. Er habe jetzt aber wieder 200 Gefangene aus Lissabon nach England gebracht. Van Senden bat um eine Erneuerung der Lizenz, die es ihm ermöglichen würde, die Afrikaner ohne Behinderung durch ihre Masters nach Spanien und Portugal auszuführen. Sir Robert Cecil bat er um Rückendeckung gegen Verleumdungen und um Unterstützung für das Projekt.
Der Parlamentsabgeordnete Thomas Sherley (* 1564; † um 1634), der selbst ständig in finanziellen Schwierigkeiten war, setzte sich wiederholt bei Robert Cecil für das Unternehmen ein, wofür er vermutlich als Gegenleistung einen Teil des Gewinns erhalten sollte. Er meinte, „Jasper van Zenden“ müsse bei einer Erneuerung des Privilegs größere Kompetenzen erhalten.
Die Lizenz für „Casper van Zeuden“ zur Deportation von negars and blackamoores wurde von Königin Elisabeth I. (bzw. ihrem Privy Council) daraufhin im Januar 1601 unter Hinweis auf die aktuell schlechte Lebensmittelversorgung ihrer Untertanen (her own liege subjects) erneuert. Außerdem seien die meisten „der erwähnten Art von Leuten“ (the said kind of people) Ungläubige (infidels). Besitzer schwarzer Menschen (persons which be possessed of any such blackmoors), die nicht zur Kooperation bereit seien, sollten an die Königin gemeldet werden.
Über die konkrete Umsetzung dieses erneuerten Privilegs zur Deportation und das weitere Schicksal Casper van Sendens nach dem Januar 1601 sind keine weiteren Einzelheiten bekannt. Königin Elisabeth I. starb zwei Jahre nach Erneuerung der Lizenz am 24. März 1603, der Englisch-Spanische Krieg wurde im darauffolgenden Jahr beendet.

## Rezeption
Das Projekt von Caspar von Senden bzw. Königin Elisabeth I. zur Deportation von Menschen afrikanischer Herkunft wird in der angloamerikanischen Forschung zur Geschichte der schwarzen und südasiatischen Menschen in Großbritannien bzw. zur Afrikanischen Diaspora häufig angeführt, um den „Beginn einer Tradition des institutionellen Rassismus in England“ zu markieren, „der Repatriierung als Lösung für die ‚Rassenproblematik‘ versteht“. Damit habe im England des 16. Jahrhunderts eine konsequente Politik der Ausgrenzung von schwarzen Menschen begonnen.